# Kim Khánh (họa sĩ)
Kim Khánh là bút danh của họa sĩ Nguyễn Văn Hương (sinh năm 1953). Ông còn một bút danh khác là Thiên Kim nhưng độc giả thường nhớ đến ông với tên Kim Khánh. Ông nổi tiếng với các tác phẩm truyện tranh giáo dục dành cho mọi lứa tuổi. Đặc biệt, ông còn nổi tiếng là một họa sĩ có thể vẽ tất cả các thể loại với lời văn do chính mình viết. Tên Kim Khánh gắn liền với các tác phẩm truyện tranh đã và đang được độc giả đặc biệt là các em nhỏ rất thích: Trạng Quỳnh - Trạng Quỷnh, Cô Tiên Xanh, Tâm Hồn Cao Thượng, Cậu Bé Rồng...

## Tiểu sử
Họa sĩ Kim Khánh tên thật là Nguyễn Văn Hương, bút danh Kim Khánh là tên của vợ ông, ông còn một bút danh nữa là Thiên Kim. Ông sinh năm 1953 tại thành phố Nha Trang, là cựu học sinh trường Trung học Võ Tánh Nha Trang. Ông đậu Tú Tài phần 2 ban C (Văn Chương) năm 1972. Ông từng là một hướng đạo sinh. Ông đã qua đẳng hiệu Hướng Đạo Hạng Nhất (là đẳng hiệu cao thứ hai của ngành Thiếu) và đẳng hiệu Kha Nghĩa Sỹ (là đẳng hiệu cao nhất của ngành Kha). Ông tham gia rất nhiều sinh hoạt tập thể, xã hội, vì thế ông có rất nhiều kiến thức về cuộc sống. Ông đã sử dụng những kiến thức này vào việc sáng tác các tác phẩm truyện tranh có tính giáo dục và hữu ích cho các em nhỏ.

## Con đường đến với truyện tranh
Từ lúc học lớp Năm (lớp 1 bây giờ), Kim Khánh đã bộc lộ niềm đam mê vẽ truyện tranh của mình. Ngoài giờ học thì ông vẽ truyện tranh theo ý của mình. Thấy được điều đó nên cha của ông đầu tư cho ông rất nhiều vào lĩnh vực này. Cha của ông đặt mua rất nhiều truyện tranh của Pháp như TinTin, Spirou, Pilot... để ông xem theo đó mà vẽ. Nhờ thế mà năng khiếu vẽ truyện tranh của ông tiến rất nhanh. Năm ông học lớp Ba (lớp 3 bây giờ), bạn bè trong lớp thường đưa tập nhờ ông vẽ truyện theo nội dung các phim, các truyện ông đã xem, đã đọc. Năm ông học lớp Nhì (lớp 4 bây giờ), tại Ấn Độ có mở cuộc thi vẽ tranh cho thiếu nhi Á Châu . Tranh vẽ của ông được Ty Giáo dục Khánh Hòa chọn gửi đi dự thi, kết quả ông được giải khuyến khích trong kỳ thi ấy. Thế nhưng mộng của ông là không trở thành họa sĩ, ông thích trở thành nhà ngoại giao hơn. Do đó, từ năm lớp Đệ Tam (lớp 10 bây giờ), ông chuyển sang học khoa sinh ngữ, văn chương. Nhưng giấc mộng đó không thành vì thời cuộc. Sau 1975, ông sống bằng nghề làm đồ lưu niệm. Ông chuyên vẽ bút điện trên gỗ . Có lẽ nghiệp vẽ đã không buông tha ông. Đến 1989, nhờ sự giúp đỡ của một số bạn bè nên ông bước chân vào nghề vẽ truyện tranh nên dù ông có thích hay không thì bây giờ ông cũng trở thành một họa sĩ truyện tranh kỳ cựu của Việt Nam.

## Cuộc đời và sự nghiệp
Ông bắt đầu vẽ truyện tranh vào năm 1989. Cùng thời gian đó ông làm phiên dịch tiếng Anh cho một văn phòng đại diện của một công ty Thái Lan tại Sài Gòn. Nhưng rồi ông bỏ nghề phiên dịch để theo nghề vẽ truyện tranh đến nay.
Đặc điểm truyện tranh của họa sĩ Kim Khánh là đa số truyện đều do ông tự viết kịch bản rồi vẽ. Hầu hết tác phẩm của ông đều có tính giáo dục cao và rất thuần Việt.
Hơn 20 năm theo nghề, họa sĩ Kim Khánh có rất nhiều tác phẩm. Nổi bật nhất là bộ truyện Phong Thần (1990), Cô Tiên Xanh (1991)... Hiện nay ông có 2 bộ truyện tranh đang được độc giả yêu mến là bộ truyện Trạng Quỳnh- Trạng Quỷnh (bắt đầu vẽ từ năm 2003, đến nay đã xuất bản đến tập 442) và bộ truyện Cậu Bé Rồng (bắt đầu vẽ từ năm 2009, đến nay đã xuất bản đến tập 200).
Năm 2013, họa sĩ Kim Khánh được ghi tên vào sách kỷ lục Việt Nam với "Trạng Quỳnh- Trạng Quỷnh- Bộ truyện tranh nhiều tập nhất (Vượt kỷ lục Việt Nam)".

## Tác phẩm

### Truyện giáo dục
- Trạng Quỳnh - Trạng Quỷnh (Bộ nhiều tập) (Nhà xuất bản Đồng Nai)
- Cô Tiên Xanh (Bộ nhiều tập) (Nhà xuất bản Đồng Nai)
- Tâm Hồn Cao Thượng (Bộ nhiều tập) (Nhà xuất bản Đà Nẵng)
- Gương Hiếu Thảo (Bộ nhiều tập)
- Tiên Học Lễ (Bộ nhiều tập)
- Nhị Thập Tứ Hiếu (Bộ 24 tập)
- Sách Học Làm Người (Bộ nhiều tập)
- Thằng Bờm (Bộ 20 tập, Nhà xuất bản Giáo dục)
- Cậu Bé Karate (Nhà xuất bản Trẻ)
- Cậu Bé Rồng (Bộ nhiều tập) (Nhà xuất bản Kim Đồng)
- Truyện đọc cho tuổi mẫu giáo

### Truyện Phiêu Lưu
- Đội Sóc Nâu (15 tập, Nhà xuất bản Giáo dục)
- Thám Hiểm Địa Cầu (20 tập, Nhà xuất bản Giáo dục)
- Ngôi Trường Kỳ Lạ (20 tập, Nhà xuất bản Giáo dục)

### Truyện Cổ Tích
- Truyện Cổ Nước Nam (Vẽ theo bộ sách kho tàng truyện Cổ Tích Việt Nam của Nguyễn Đổng Chi, hơn 150 tập) [3]
- Truyện Cổ Tích Thế giới (Nhiều tập)

### Truyện Trung Quốc
- Phong Thần (Toàn tập) (Nhà xuất bản Long An)
- Nam Du Huê Quang (Toàn tập)
- Đông Du Bát Tiên (Toàn tập)

### Truyện Khoa Học Giả Tưởng
- Thiết Giáp Nhân (bộ mỏng) -12 tập (Nhà xuất bản Đồng Nai)
- Rocketman - 24 tập (nhiều Nhà xuất bản)
- Hiệp sĩ Thanh Long - 48 tập (nhiều Nhà xuất bản)
- Thập huynh quy hào kiệt - 30 tập (Nhà xuất bản Trẻ)
- Ninja Rùa - 16 tập (Nhà xuất bản Đồng Tháp)
- Cậu bé tàng hình - 20 tập (Nhà xuất bản Trẻ)
- Anh em rô bô - 8 tập
- Tiểu hiệp sĩ Tatra - 12 tập
- Siêu thủy ngư - 4 tập
- Người giáp sắt - 6 tập
- Cảnh sát kỳ mã - 5 tập
- Anpha 6 - 3 tập
- Thế giới đồ chơi - 4 Tập

### Truyện Cộng Tác Với Các Tác Giả Khác
- Truyện Sử Muôn Thuở Nước Non Này của tác giả Nguyễn Khắc Thuần (19 tập đầu)
- Hải Đại Bàng của tác giả Bùi Chí Vinh [4]

Ngoài ra, họa sĩ Kim Khánh còn có rất nhiều tác phẩm khác nhau như: truyện tập vẽ, tranh tô màu, tập viết chữ và nhiều thể loại khác. Trong thời điểm truyện tranh nước ngoài với nhiều phong cách vẽ ồ ạt du nhập vào Việt Nam, họa sĩ Kim Khánh vẫn giữ lối vẽ thuần Việt của ông. Qua sự thành công của bộ truyện Trạng Quỳnh - Trạng Quỷnh và Cậu Bé Rồng đã cho thấy truyện tranh thuần Việt vẫn được độc giả yêu chuộng.